# Chimalhuacán (régészeti lelőhely)
Chimalhuacán egy régészeti lelőhely a mexikói Chimalhuacán városában. Turisták számára is látogatható múzeummal is rendelkezik. A terület az itt növő cserjék után Los Pochotes néven is ismert.

## Leírás
Neve a navatl nyelvből ered: a chimalli jelentése „pajzs”, a hua birtokos szerkezetet képez, a can pedig „hely”-et jelent, így a teljes név jelentése „pajzzsal rendelkezők helye”. Az 1940-es és az 1990-es években történt régészeti feltárások azt mutatták ki, hogy a terület három különböző időszakban is lakott volt: az i. e. 400. és 100. közötti preklasszikus, az i. sz. 200. és 450. közötti klasszikus, valamint a 800. és 1521. közötti posztklasszikus korban. Az utolsó néhány évszázadban a település Texcoco alárendeltje volt. A legjellegzetesebb épületet, a palotát („tecpan”), amelynek romajai a Mexikói-fennsík legjobb állapotban fennmaradt palotaromjai közé számítanak, a csicsimékek építették 1300 körül. Építészeti stílusa teotihuacani, tolték és alkova hatásokat is mutat. A körülbelül 100 méter oldalhosszúságú, szögletes alapzaton állt épületben még több szoba (köztük lakószobák, konyhák és raktárak) maradványai is megfigyelhetők. Valószínű, hogy amellett, hogy a város urának és családjának lakhelye volt, adminisztratív és kormányzati funkciókat is ellátott. A 16. században, a spanyol hódítók megérkezése után a palotát lerombolták, és helyére keresztény templomot építettek, azonban mára ennek a Szent András-kápolnának is csupán a maradványai látszanak.

## A múzeum
A romterületet mára sűrűn körbenőtte a modernkori város. Az itt kialakított, 2003-ban bezárt, de 2011-ben újra megnyitott múzeumban több mint 100 régészeti lelet tekinthető meg, köztük edények, tálcák, molcajeték, csontok és ékszerek, valamint megismerhető az egykori kormányzók családfája, prehispán istenek, állatmaradványok (például egy 10 000 éves mamutéi) és Jeffrey Parsonsnak a helyi halászatról készített fényképfelvételei is az 1960-as évekből. Az egyik kiemelkedő lelet egy 25 cm-es, mintegy 2000 éves olmék emberfigura, amelyet a közeli El Tepalcate nevű lelőhelyen találtak.